# Gardendale (Texas)
Gardendale es un lugar designado por el censo ubicado en el condado de Ector en el estado estadounidense de Texas. En el Censo de 2010 tenía una población de 1574 habitantes y una densidad poblacional de 52,91 personas por km².

## Geografía
Gardendale se encuentra ubicado en las coordenadas 32°0′48″N 102°21′35″O / 32.01333, -102.35972. Según la Oficina del Censo de los Estados Unidos, Gardendale tiene una superficie total de 29.75 km², de la cual 29.7 km² corresponden a tierra firme y (0.16%) 0.05 km² es agua.

## Demografía
Según el censo de 2010, había 1574 personas residiendo en Gardendale. La densidad de población era de 52,91 hab./km². De los 1574 habitantes, Gardendale estaba compuesto por el 95.49% blancos, el 0.89% eran afroamericanos, el 0.38% eran amerindios, el 0.13% eran asiáticos, el 0.13% eran isleños del Pacífico, el 2.35% eran de otras razas y el 0.64% pertenecían a dos o más razas. Del total de la población el 14.04% eran hispanos o latinos de cualquier raza.